# 이구 (1931년)
이구(李玖, 1931년 12월 29일 ~ 2005년 7월 16일)는 대한민국의 건축가, 공학자, 교육자, 사업가이다. 아호(雅號)는 산남(山南)이고, 구 대한제국의 황족으로 대한제국 황실 제3대 수장인 영친왕 이은과 왕비 이방자의 둘째 아들이다. 일제강점기의 이왕가의 이왕세자(李王世子)이기도 했으며, 신적강하로 이왕세자직을 상실하고 일제에 의해 강제로 일본에 체류하였다. 한때 미국 유학을 다녀오기도 했고, 대한민국에 귀국, 서울대학교 건축학과와 연세대학교 건축공학과에 출강하기도 했다. 생전에 건축사와 대학강사 등으로 활동했고, 전주이씨대동종약원 총재, 종묘제례 봉행위원회 총재로도 활동하였다.
한때 귀국하려 하였으나 대한민국 초대 대통령이자 먼 일족인 이승만의 반대로 무산되었고, 군사 정권 박정희 때에 일시적으로 귀국하였으나 사업실패 등으로 다시 일본으로 건너가 체류하다 사망했다. 회은세손(懷隱世孫)으로도 불리며, 사후 존호는 자인온유덕성순수회은황세손(慈仁溫裕德性純粹懷隱皇世孫)으로, 이는 전주이씨 대동종약원에서 추서한 사시(私諡)이다. 일각에서는 그를 황태손이라 부르나, 그를 태손이나 세손으로 책봉해야 할 황제인 고종이나 순종 모두 죽은 뒤에 그가 태어났고, 대한민국은 황제나 왕이 다스리는 군주국이 아니므로 그의 지위에 대한 것에는 논란의 여지가 있다. 묘의 이름은 회인원(懷仁園)이다. 홍유릉 뒷편, 아버지와 어머니 옆쪽에 잠들어 있다.

## 생애

### 출생과 이왕세자 시절
1931년 12월 29일 오전 8시 22분 의민태자와 일본 황족 나시모토노미야 모리마사(梨本宮守正)의 딸 이방자의 둘째 아들로 일본 도쿄 부 국정(鞠町) 사저에서 태어났다. 1932년 1월 4일 부왕 의민태자가 아들의 이름을 직접 지었으며, 근시, 기자들이 모인 자리에서 구슬 구(玖)라고 선언하였다. 같은 날 일본 궁내부 대신(宮內府大臣) 이치키 기도쿠로(一木喜德郞)가 궁내부 대신 명의로 일본에도 공식 발표되었다. 형 이진이 일찍 죽어 그가 영친왕의 잠정상속자가 되었다.
국내에서의 그의 지위는 이왕(李王)이었던 아버지 영친왕의 이왕세자였다. 정확한 세자 책봉일은 알 수 없으나, 1933년에는 이미 왕세자 신분이었다.
그러나 1945년에 일본이 미국에게 패배한 후, 1947년 5월 3일 일본국 헌법시행령에 의한 신적강하가 일어나면서 영친왕이 평민으로 신분이 격하되자 이구 역시 이왕세자라는 신분을 잃고 평민이 되었다.

### 일본의 패전 이후
일본의 패전 이후 아버지 영친왕은 국내 귀국을 시도했으나 군정기의 한국에서는 이를 받아들이기를 거절했다. 이구 역시 일본에서 체류하며 계속 학교에 다녔다.
1950년, 도쿄의 일본 왕공족 귀족학교 학습원(學習院) 고등과를 졸업하였다. 고등과 졸업 직후 그는 도쿄시내의 로지 상회에 취직하여 점원으로 활동했다.
그의 일본 국적은 1952년 4월 28일에 자동 상실되었다. 이날 샌프란시스코평화조약이 발효됐다. 이에 따라 일본은 조선에 대한 모든 권리 주장을 포기했다. 종래 일본 신민(국민)으로 포섭했던 조선인들에 대한 국적도 자동 포기해야 했다. 이 샌프란시스코 조약 발효와 함께 이구는 한국 국적을 취득했던 것이다.

### 미국 유학
1953년, 맥아더 사령부의 배려로 미국으로 유학, 매사추세츠 공과대학교(MIT) 건축과에 입학했다. 그의 어머니 이방자는 유일한 아들을 이국으로 보내기를 주저하였으나 아버지 영친왕이 "구는 아버지를 딛고 넘어 넓은 세계로 가라. 나처럼 되지 말고 너의 길을 찾으라"라고 하여 유학길에 힘을 보탠
장학금을 받고 MIT에서 건축학을 전공하며 미국 유학생활 중 그는 우크라이나계 미국인 줄리아 멀록을 만나 알게 된다. 줄리아는 그보다 8년 연상이었다. 고학생에 혼혈인 출신인 이구와 역시 혼혈인으로 같은 불우한 처지의 줄리아 멀록은 바로 가까워졌다. 1956년, 이구는 매사추세츠 공과대학교(MIT)를 졸업하였다. 영친왕 내외가 미국 유학중이던 이구를 만나기 위해 여권을 발급하려 하자 거절당하였는데 당시 대통령이었던 이승만이 "이은은 일본 사람이니 일본 여권을 내라고 해"라며 한국 여권을 허락하지 않았기 때문이다. 그렇게 일본 여권으로 미국을 방문한 영친왕 내외는 이구의 졸업식을 무사히 참석할 수 있었다.
졸업 직후 그는 뉴욕의 I. M. 페이 건축사 사무소에 취직하였다. 페이 건축사 사무소 재직 시 그는 하와이 대학교의 동서문화센터 등을 설계하는 데 참여했다. 1959년 10월 25일, 뉴욕 시 세인트 조지 성당에서 줄리아 멀록과 결혼하였다. 그러나 그의 백인 여성과의 결혼은 일부 종친들이 비판, 반대하였으나 그는 결혼을 감행하였고 줄리아가 그보다 8년 연상이고, 백인에 혼혈인이라는 점 등이 끊임없는 비판의 대상이 됐다. 그러나 그는 미국과 일본을 오가며 신혼생활을 보냈다.

### 귀국과 국내 생활
이승만 정권 하에서 귀국을 시도하였으나, 이승만 대통령은 그에게 왕자라는 지위를 사칭하지 않는다는 조건부로 귀국을 허용하였으나 이구는 이 제안을 거절하고 한국으로의 귀국을 취소하였다. 이후 일본에서 거주하며 사업 등을 하였다.
1963년, 박정희 정부의 승인으로 한국에 돌아와 어머니와 함께 창덕궁 낙선재에 기거하며 1965년부터 대학가에서 건축설계학을 강의하였으며, 이듬해 트란스아시아 부사장에 취임하였다. 그의 이름이 회자되면서 1960년대 후반에는 서울대학교 공과대학과 연세대학교의 건축공학과에 출강하기도 했다. 1970년 아버지인 영친왕이 사망하였고, 1971년 영친왕기념사업회를 설립하였다. 1973년 친척들과 함께 신한항업주식회사를 세웠으나 결국 도산하고 말았다.

### 이혼과 일본 출국
종친들의 종용에 못 이겨 대를 잇지 못한다는 이유로 이혼을 강요당했으나, 그는 줄리아 멀록과의 결혼생활을 20여 년간 유지했다. 그러나 1977년 별거에 들어가고, 1979년 이구는 홀로 일본으로 떠났다. 1982년 이구는 부인이었던 줄리아 멀록과 이혼하게 되었는데, 이혼하게 된 원인은 자세하게 알려지지 않았다. 어머니 이방자는 줄리아가 외국인만 아니었다면 하며 안타까워했다. 줄리아 멀록과의 결혼 생활을 유지하려 노력했으나, 주변의 거듭된 반대와 비판에 시달렸다. 줄리아는 실내장식품을 제조하여 판매하며 시어머니 이방자의 명휘원 사업을 돕고 열심히 시어머니를 부양하였으나, 일부 종친들의 마음을 돌리지는 못했다. 줄리아 멀록과의 이혼 이후 그는 일본에서 무당 아리타 키누코(有田絹子, Arita Kinuko, 한국식 이름: 이견자(李絹子))와 재혼하여 함께 살았다.
1984년 이구는 사기 혐의로 피소되었다. 1989년 어머니마저 잃고 여러 번 종약원과 종친들의 귀국 종용이 계속 있었으나 그는 거절했다. 1996년 영구 귀국해 전주이씨 대동종약원 명예총재를 맡았지만, 실제로는 일본에서 시간을 보내는 일이 많았다.

### 사망

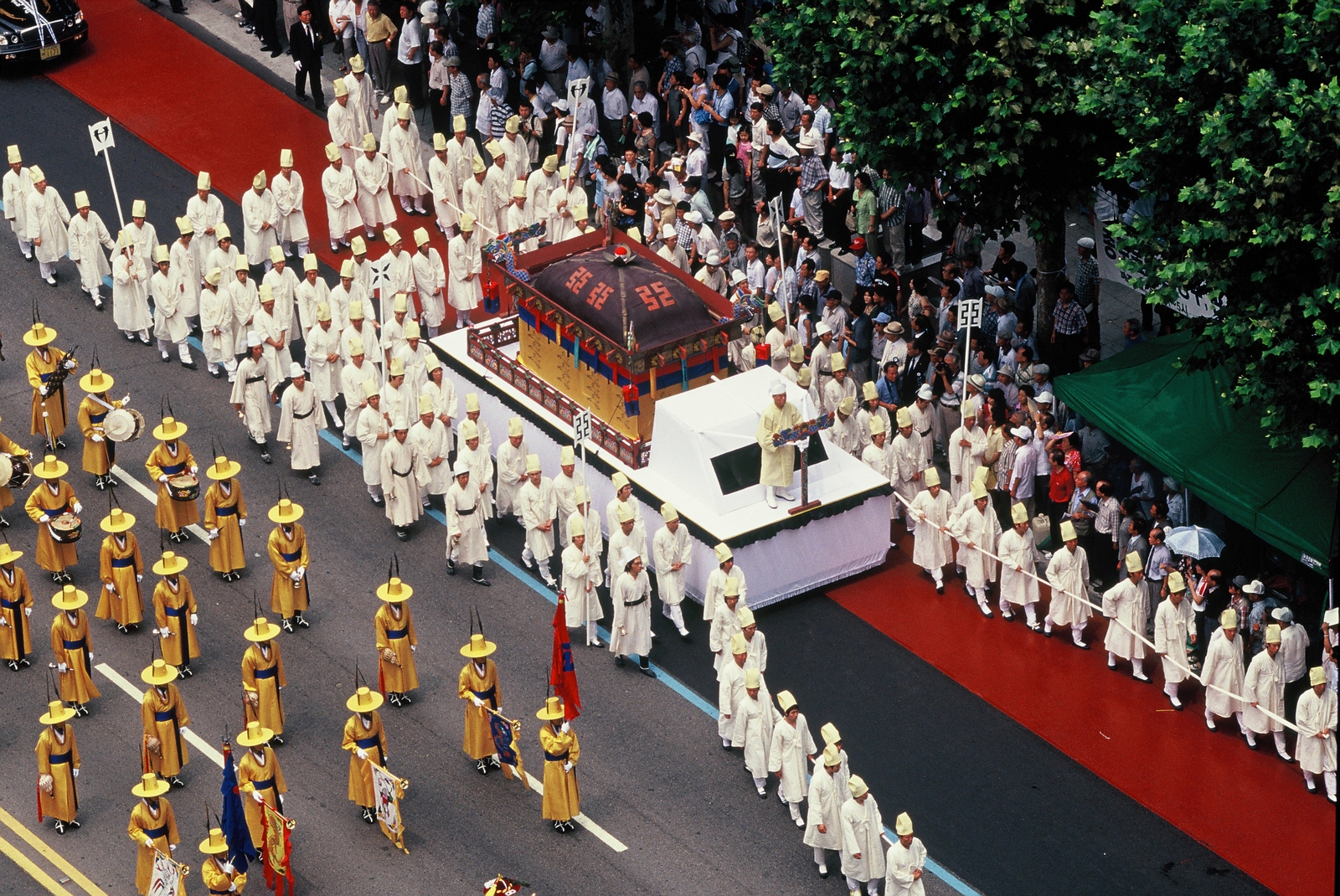
2005년 7월 24일 영구 행렬 (종로구 돈화문로)

이후 도쿄 시내의 호텔 등을 전전하다가 2000년대 초반 아카사카 프린스 호텔에 일시적으로 숙박하게 되었다. 그는 모계 이방자를 통해 일본 천황가의 외손이었는데, 이 때문에 일본 천황가로부터 약간의 연금과 생활보조비를 지급받았다. 또한 대한민국에서 보내지는 일부 연금과 지인들이 송금하는 생활비로 생활하였다. 공식 후견인은 그의 외가인 이방자의 친정 쪽 당주인 일본 천황가 황족 나시모토 친왕이었다. 몇 번의 귀국설이 돌았고, 한국의 기자들이 일본으로 그를 찾아가 면담, 인터뷰를 하였으나, 그는 귀국을 거부하였다.
2005년 7월 16일, 도쿄 아카사카 프린스 호텔의 한 객실에서 숨을 거두었다. 호텔 1911호실이다. 호텔 종업원이 수일 간 인기척이 없는 것을 이상하게 여겨 방문을 열어보자 그는 화장실에서 사망한 상태로 발견되었다. 객실 화장실에서 발견된 그의 시신에는 별다른 외상이 없었다 한다. 그러나 정확한 사망 일자와 사망 시각은 알려지지 않았으며, 일본 경찰 측에서 입수한 자료도 단편적이고, 그 단편적인 자료조차 공개하기를 꺼려하여 무수한 의혹이 제기되었다. 공교롭게도 아카사카 프린스 호텔 자리는 1931년에 그가 태어난 출생지였지만 일본 패전 후 영친왕의 경제적 능력 결여로 매각하게 된 장소이기도 했다. 만년의 호텔에 머무르며 자신이 태어난 곳을 내려다보는 것을 하나의 낙으로 삼았다고 한다.
한때 일부 언론에서는 그가 나가사키의 한 호텔에서 사망한 것으로 오보되었다 한다. 사인은 심장마비였다.
이구의 시신은 2005년 7월 20일 일본에서 대한민국으로 운구되었으며, 2005년 7월 21일 성복제에서 입관 전 곤룡포를 입은 모습이 공개된 뒤, 2005년 7월 24일 대한민국 국무총리 및 문화재청장 등 각계 인사들과 시민 1천여 명이 참석한 가운데 서울 창덕궁 희정당에서 영결식이 거행되었다.

## 사후
영결식 후 종묘 앞에서 이구의 노제를 지내었으며, 유해는 경기도 남양주시 금곡동 홍유릉 영원(英園)에 안장되었다. 뒤에 전주이씨 대동종약원에서 추증한 사시(私諡)는 회은(懷隱)이고, 원호(園號)는 회인원(懷仁園)이다. 따라서 회은태손, 회은황태손으로 부르나 대한민국의 사학계에서는 이구를 황태손으로 인정하지 않고 있다. 다만 1945년 일제 패망 직후부터 1947년까지 한국의 일부 언론은 이구를 왕세자라고 보도하기도 했다.

## 의혹과 논란

### 왕세자 대우
이구는 1945년 이후에나 부왕 영친왕의 사후에 직접적으로 한국의 왕위나 황제위를 요구한 적은 없다. 그러나 해방 직후 한동안 한국 사회는 그를 왕세자로 대우하였다. 자유신문 1950년 3월 31일자 기사에는 그를 왕세자로 칭한 바 있다. 그밖에 경향신문의 3월 31일자 기사 2면에도 "舊王世子李玖 外人商店店員"이라 하여 이구를 왕세자로 보았다.

### 후계 논란
이구는 생전에 자신의 후계자 문제를 공식적으로 언급하지 않았다. 이구의 사망 이후 큰아버지 의친왕(義親王)의 손자 이원(李源)이 양자로 입적해 황실의 대통을 이었다. 그러나 대한민국 민법상 사후(死後) 입양을 할 수 없기 때문에 법적으로 문제가 있다. 언론보도에 따르면, 이구의 국내 호적에 1969년 입적한 양녀 이은숙(李恩淑, Eugenia Unsuk, 1959년 ~ )이 있으며, 일본 호적에는 아리타 키누코라는 무당과 혼인신고 관계가 되어 있다. 한편, 2006년에는 이에 반발하여 황족회라는 단체가 의친왕의 차녀 이해원을 30대 대한제국 황위 계승자로 옹립했으나, 이에 대해서도 논란이 많다.
그러나 의친왕의 아들 이석은 이구의 양자로 이원이 지명된 데 의혹을 제기했다. 이석은 “영친왕보다는 의친왕의 자손에게 왕가의 적통성이 있다”라고 주장했다. 그밖에 그가 일본인의 후손 영친왕의 비(妃)인 이방자 여사가 일본 황족이었다는 점에서 정통성에 문제가 되기도 한다.

## 태실
그의 태실은 도쿄 이왕가 사저에 있다가 1932년 1월 25일 조선으로 보내져 열차편으로 서울역에서 시종들이 봉행하여 연경당에 들렸다가, 경기도 고양군 신도면 서삼릉 내 경역으로 옮겨 매설하였다. 한때 태실 봉안지는 신도면 계란고개로 정해졌었다.
그의 태실은 다른 조선의 역대 국왕 일부와 사도세자, 부왕 의민태자의 태실 근처에 있으며, 검은색 오석 비석이고 이름, 시호 없이 왕세자 태실이라 새겨져 있다. 그 근처에 있으며, 일제 강점기때 봉안된 다른 일부 조선 국왕의 태실은 소화 연호가 긁혀져있다.

## 가족 관계
| 계보 : 대한제국 황실 운현궁 |

| 이하응 흥선대원군      | 이하응 흥선대원군      | 이하응 흥선대원군      | 이하응 흥선대원군      | 이하응 흥선대원군      | 이하응 흥선대원군      |  |  | 이재면 흥친왕        | 이재면 흥친왕        | 이재면 흥친왕        | 이재면 흥친왕        | 이재면 흥친왕        | 이재면 흥친왕        |  |  | 이준용 영선군        | 이준용 영선군        | 이준용 영선군        | 이준용 영선군        | 이준용 영선군        | 이준용 영선군        |  |  | 이우 의친왕의 2남       | 이우 의친왕의 2남  | 이우 의친왕의 2남  | 이우 의친왕의 2남  | 이우 의친왕의 2남  | 이우 의친왕의 2남  |  |  | 이청 장남              | 이청 장남              | 이청 장남              | 이청 장남              | 이청 장남              | 이청 장남              |
| 이하응 흥선대원군      | 이하응 흥선대원군      | 이하응 흥선대원군      | 이하응 흥선대원군      | 이하응 흥선대원군      | 이하응 흥선대원군      |  |  | 이재면 흥친왕        | 이재면 흥친왕        | 이재면 흥친왕        | 이재면 흥친왕        | 이재면 흥친왕        | 이재면 흥친왕        |  |  | 이준용 영선군        | 이준용 영선군        | 이준용 영선군        | 이준용 영선군        | 이준용 영선군        | 이준용 영선군        |  |  | 이우 의친왕의 2남       | 이우 의친왕의 2남  | 이우 의친왕의 2남  | 이우 의친왕의 2남  | 이우 의친왕의 2남  | 이우 의친왕의 2남  |  |  | 이청 장남              | 이청 장남              | 이청 장남              | 이청 장남              | 이청 장남              | 이청 장남              |
|                        |                        |                        |                        |                        |                        |  |  |                      |                      |                      |                      |                      |                      |  |  |                      |                      |                      |                      |                      |                      |  |  |                         |                    |                    |                    |                    |                    |  |  |                        |                        |                        |                        |                        |                        |
|                        |                        |                        |                        |                        |                        |  |  |                      |                      |                      |                      |                      |                      |  |  |                      |                      |                      |                      |                      |                      |  |  |                         |                    |                    |                    |                    |                    |  |  |                        |                        |                        |                        |                        |                        |
| 여흥 민씨 여흥부대부인 | 여흥 민씨 여흥부대부인 | 여흥 민씨 여흥부대부인 | 여흥 민씨 여흥부대부인 | 여흥 민씨 여흥부대부인 | 여흥 민씨 여흥부대부인 |  |  | 이희 제1대 고종      | 이희 제1대 고종      | 이희 제1대 고종      | 이희 제1대 고종      | 이희 제1대 고종      | 이희 제1대 고종      |  |  | 이척 제2대 순종      | 이척 제2대 순종      | 이척 제2대 순종      | 이척 제2대 순종      | 이척 제2대 순종      | 이척 제2대 순종      |  |  |                         |                    |                    |                    |                    |                    |  |  |                        |                        |                        |                        |                        |                        |
| 여흥 민씨 여흥부대부인 | 여흥 민씨 여흥부대부인 | 여흥 민씨 여흥부대부인 | 여흥 민씨 여흥부대부인 | 여흥 민씨 여흥부대부인 | 여흥 민씨 여흥부대부인 |  |  | 이희 제1대 고종      | 이희 제1대 고종      | 이희 제1대 고종      | 이희 제1대 고종      | 이희 제1대 고종      | 이희 제1대 고종      |  |  | 이척 제2대 순종      | 이척 제2대 순종      | 이척 제2대 순종      | 이척 제2대 순종      | 이척 제2대 순종      | 이척 제2대 순종      |  |  |                         |                    |                    |                    |                    |                    |  |  |                        |                        |                        |                        |                        |                        |
|                        |                        |                        |                        |                        |                        |  |  |                      |                      |                      |                      |                      |                      |  |  |                      |                      |                      |                      |                      |                      |  |  |                         |                    |                    |                    |                    |                    |  |  |                        |                        |                        |                        |                        |                        |
|                        |                        |                        |                        |                        |                        |  |  |                      |                      |                      |                      |                      |                      |  |  |                      |                      |                      |                      |                      |                      |  |  |                         |                    |                    |                    |                    |                    |  |  |                        |                        |                        |                        |                        |                        |
|                        |                        |                        |                        |                        |                        |  |  | 여흥 민씨 명성황후   | 여흥 민씨 명성황후   | 여흥 민씨 명성황후   | 여흥 민씨 명성황후   | 여흥 민씨 명성황후   | 여흥 민씨 명성황후   |  |  | 여흥 민씨 순명효황후 | 여흥 민씨 순명효황후 | 여흥 민씨 순명효황후 | 여흥 민씨 순명효황후 | 여흥 민씨 순명효황후 | 여흥 민씨 순명효황후 |  |  |                         |                    |                    |                    |                    |                    |  |  |                        |                        |                        |                        |                        |                        |
|                        |                        |                        |                        |                        |                        |  |  | 여흥 민씨 명성황후   | 여흥 민씨 명성황후   | 여흥 민씨 명성황후   | 여흥 민씨 명성황후   | 여흥 민씨 명성황후   | 여흥 민씨 명성황후   |  |  | 여흥 민씨 순명효황후 | 여흥 민씨 순명효황후 | 여흥 민씨 순명효황후 | 여흥 민씨 순명효황후 | 여흥 민씨 순명효황후 | 여흥 민씨 순명효황후 |  |  |                         |                    |                    |                    |                    |                    |  |  |                        |                        |                        |                        |                        |                        |
|                        |                        |                        |                        |                        |                        |  |  |                      |                      |                      |                      |                      |                      |  |  | 해평 윤씨 순정효황후 |                      |                      |                      |                      |                      |  |  |                         |                    |                    |                    |                    |                    |  |  |                        |                        |                        |                        |                        |                        |
|                        |                        |                        |                        |                        |                        |  |  |                      |                      |                      |                      |                      |                      |  |  |                      |                      |                      |                      |                      |                      |  |  |                         |                    |                    |                    |                    |                    |  |  |                        |                        |                        |                        |                        |                        |
|                        |                        |                        |                        |                        |                        |  |  |                      |                      |                      |                      |                      |                      |  |  |                      |                      |                      |                      |                      |                      |  |  |                         |                    |                    |                    |                    |                    |  |  |                        |                        |                        |                        |                        |                        |
|                        |                        |                        |                        |                        |                        |  |  | 영월 엄씨 순헌황귀비 | 영월 엄씨 순헌황귀비 | 영월 엄씨 순헌황귀비 | 영월 엄씨 순헌황귀비 | 영월 엄씨 순헌황귀비 | 영월 엄씨 순헌황귀비 |  |  | 이은 의민태자        | 이은 의민태자        | 이은 의민태자        | 이은 의민태자        | 이은 의민태자        | 이은 의민태자        |  |  | 이진 장남               | 이진 장남          | 이진 장남          | 이진 장남          | 이진 장남          | 이진 장남          |  |  |                        |                        |                        |                        |                        |                        |
|                        |                        |                        |                        |                        |                        |  |  | 영월 엄씨 순헌황귀비 | 영월 엄씨 순헌황귀비 | 영월 엄씨 순헌황귀비 | 영월 엄씨 순헌황귀비 | 영월 엄씨 순헌황귀비 | 영월 엄씨 순헌황귀비 |  |  | 이은 의민태자        | 이은 의민태자        | 이은 의민태자        | 이은 의민태자        | 이은 의민태자        | 이은 의민태자        |  |  | 이진 장남               | 이진 장남          | 이진 장남          | 이진 장남          | 이진 장남          | 이진 장남          |  |  |                        |                        |                        |                        |                        |                        |
|                        |                        |                        |                        |                        |                        |  |  |                      |                      |                      |                      |                      |                      |  |  |                      |                      |                      |                      |                      |                      |  |  |                         |                    |                    |                    |                    |                    |  |  |                        |                        |                        |                        |                        |                        |
|                        |                        |                        |                        |                        |                        |  |  |                      |                      |                      |                      |                      |                      |  |  |                      |                      |                      |                      |                      |                      |  |  |                         |                    |                    |                    |                    |                    |  |  |                        |                        |                        |                        |                        |                        |
|                        |                        |                        |                        |                        |                        |  |  |                      |                      |                      |                      |                      |                      |  |  | 마사코 의민태자비    | 마사코 의민태자비    | 마사코 의민태자비    | 마사코 의민태자비    | 마사코 의민태자비    | 마사코 의민태자비    |  |  | 이구 차남               | 이구 차남          | 이구 차남          | 이구 차남          | 이구 차남          | 이구 차남          |  |  | 이원 의친왕 9남의 장남 | 이원 의친왕 9남의 장남 | 이원 의친왕 9남의 장남 | 이원 의친왕 9남의 장남 | 이원 의친왕 9남의 장남 | 이원 의친왕 9남의 장남 |
|                        |                        |                        |                        |                        |                        |  |  |                      |                      |                      |                      |                      |                      |  |  | 마사코 의민태자비    | 마사코 의민태자비    | 마사코 의민태자비    | 마사코 의민태자비    | 마사코 의민태자비    | 마사코 의민태자비    |  |  | 이구 차남               | 이구 차남          | 이구 차남          | 이구 차남          | 이구 차남          | 이구 차남          |  |  | 이원 의친왕 9남의 장남 | 이원 의친왕 9남의 장남 | 이원 의친왕 9남의 장남 | 이원 의친왕 9남의 장남 | 이원 의친왕 9남의 장남 | 이원 의친왕 9남의 장남 |
|                        |                        |                        |                        |                        |                        |  |  |                      |                      |                      |                      |                      |                      |  |  |                      |                      |                      |                      |                      |                      |  |  |                         |                    |                    |                    |                    |                    |  |  |                        |                        |                        |                        |                        |                        |
|                        |                        |                        |                        |                        |                        |  |  |                      |                      |                      |                      |                      |                      |  |  |                      |                      |                      |                      |                      |                      |  |  | 줄리아 멀록 1982년 이혼 |                    |                    |                    |                    |                    |  |  |                        |                        |                        |                        |                        |                        |
|                        |                        |                        |                        |                        |                        |  |  |                      |                      |                      |                      |                      |                      |  |  |                      |                      |                      |                      |                      |                      |  |  |                         |                    |                    |                    |                    |                    |  |  |                        |                        |                        |                        |                        |                        |
|                        |                        |                        |                        |                        |                        |  |  |                      |                      |                      |                      |                      |                      |  |  |                      |                      |                      |                      |                      |                      |  |  |                         |                    |                    |                    |                    |                    |  |  |                        |                        |                        |                        |                        |                        |
|                        |                        |                        |                        |                        |                        |  |  | 경주 이씨 귀인       | 경주 이씨 귀인       | 경주 이씨 귀인       | 경주 이씨 귀인       | 경주 이씨 귀인       | 경주 이씨 귀인       |  |  | 이선 완친왕          | 이선 완친왕          | 이선 완친왕          | 이선 완친왕          | 이선 완친왕          | 이선 완친왕          |  |  |                         |                    |                    |                    |                    |                    |  |  |                        |                        |                        |                        |                        |                        |
|                        |                        |                        |                        |                        |                        |  |  | 경주 이씨 귀인       | 경주 이씨 귀인       | 경주 이씨 귀인       | 경주 이씨 귀인       | 경주 이씨 귀인       | 경주 이씨 귀인       |  |  | 이선 완친왕          | 이선 완친왕          | 이선 완친왕          | 이선 완친왕          | 이선 완친왕          | 이선 완친왕          |  |  |                         |                    |                    |                    |                    |                    |  |  |                        |                        |                        |                        |                        |                        |
|                        |                        |                        |                        |                        |                        |  |  |                      |                      |                      |                      |                      |                      |  |  |                      |                      |                      |                      |                      |                      |  |  |                         |                    |                    |                    |                    |                    |  |  |                        |                        |                        |                        |                        |                        |
|                        |                        |                        |                        |                        |                        |  |  |                      |                      |                      |                      |                      |                      |  |  |                      |                      |                      |                      |                      |                      |  |  |                         |                    |                    |                    |                    |                    |  |  |                        |                        |                        |                        |                        |                        |
|                        |                        |                        |                        |                        |                        |  |  | 덕수 장씨 귀인       | 덕수 장씨 귀인       | 덕수 장씨 귀인       | 덕수 장씨 귀인       | 덕수 장씨 귀인       | 덕수 장씨 귀인       |  |  | 이강 의친왕          | 이강 의친왕          | 이강 의친왕          | 이강 의친왕          | 이강 의친왕          | 이강 의친왕          |  |  |                         |                    |                    |                    |                    |                    |  |  |                        |                        |                        |                        |                        |                        |
|                        |                        |                        |                        |                        |                        |  |  | 덕수 장씨 귀인       | 덕수 장씨 귀인       | 덕수 장씨 귀인       | 덕수 장씨 귀인       | 덕수 장씨 귀인       | 덕수 장씨 귀인       |  |  | 이강 의친왕          | 이강 의친왕          | 이강 의친왕          | 이강 의친왕          | 이강 의친왕          | 이강 의친왕          |  |  |                         |                    |                    |                    |                    |                    |  |  |                        |                        |                        |                        |                        |                        |
|                        |                        |                        |                        |                        |                        |  |  |                      |                      |                      |                      |                      |                      |  |  |                      |                      |                      |                      |                      |                      |  |  |                         |                    |                    |                    |                    |                    |  |  |                        |                        |                        |                        |                        |                        |
|                        |                        |                        |                        |                        |                        |  |  |                      |                      |                      |                      |                      |                      |  |  | 연안 김씨 의친왕비   |                      |                      |                      |                      |                      |  |  |                         |                    |                    |                    |                    |                    |  |  |                        |                        |                        |                        |                        |                        |
|                        |                        |                        |                        |                        |                        |  |  |                      |                      |                      |                      |                      |                      |  |  |                      |                      |                      |                      |                      |                      |  |  |                         |                    |                    |                    |                    |                    |  |  |                        |                        |                        |                        |                        |                        |
|                        |                        |                        |                        |                        |                        |  |  |                      |                      |                      |                      |                      |                      |  |  |                      |                      |                      |                      |                      |                      |  |  |                         |                    |                    |                    |                    |                    |  |  |                        |                        |                        |                        |                        |                        |
|                        |                        |                        |                        |                        |                        |  |  |                      |                      |                      |                      |                      |                      |  |  | 수관당 정씨 측실     | 수관당 정씨 측실     | 수관당 정씨 측실     | 수관당 정씨 측실     | 수관당 정씨 측실     | 수관당 정씨 측실     |  |  | 이건 장남               | 이건 장남          | 이건 장남          | 이건 장남          | 이건 장남          | 이건 장남          |  |  | 이충 장남              | 이충 장남              | 이충 장남              | 이충 장남              | 이충 장남              | 이충 장남              |
|                        |                        |                        |                        |                        |                        |  |  |                      |                      |                      |                      |                      |                      |  |  | 수관당 정씨 측실     | 수관당 정씨 측실     | 수관당 정씨 측실     | 수관당 정씨 측실     | 수관당 정씨 측실     | 수관당 정씨 측실     |  |  | 이건 장남               | 이건 장남          | 이건 장남          | 이건 장남          | 이건 장남          | 이건 장남          |  |  | 이충 장남              | 이충 장남              | 이충 장남              | 이충 장남              | 이충 장남              | 이충 장남              |
|                        |                        |                        |                        |                        |                        |  |  |                      |                      |                      |                      |                      |                      |  |  |                      |                      |                      |                      |                      |                      |  |  |                         |                    |                    |                    |                    |                    |  |  |                        |                        |                        |                        |                        |                        |
|                        |                        |                        |                        |                        |                        |  |  |                      |                      |                      |                      |                      |                      |  |  |                      |                      |                      |                      |                      |                      |  |  |                         |                    |                    |                    |                    |                    |  |  |                        |                        |                        |                        |                        |                        |
|                        |                        |                        |                        |                        |                        |  |  |                      |                      |                      |                      |                      |                      |  |  |                      |                      |                      |                      |                      |                      |  |  | 요시코 1951년 이혼      | 요시코 1951년 이혼 | 요시코 1951년 이혼 | 요시코 1951년 이혼 | 요시코 1951년 이혼 | 요시코 1951년 이혼 |  |  | 이옥자 장녀            | 이옥자 장녀            | 이옥자 장녀            | 이옥자 장녀            | 이옥자 장녀            | 이옥자 장녀            |
|                        |                        |                        |                        |                        |                        |  |  |                      |                      |                      |                      |                      |                      |  |  |                      |                      |                      |                      |                      |                      |  |  | 요시코 1951년 이혼      | 요시코 1951년 이혼 | 요시코 1951년 이혼 | 요시코 1951년 이혼 | 요시코 1951년 이혼 | 요시코 1951년 이혼 |  |  | 이옥자 장녀            | 이옥자 장녀            | 이옥자 장녀            | 이옥자 장녀            | 이옥자 장녀            | 이옥자 장녀            |
|                        |                        |                        |                        |                        |                        |  |  |                      |                      |                      |                      |                      |                      |  |  |                      |                      |                      |                      |                      |                      |  |  |                         |                    |                    |                    |                    |                    |  |  |                        |                        |                        |                        |                        |                        |
|                        |                        |                        |                        |                        |                        |  |  |                      |                      |                      |                      |                      |                      |  |  |                      |                      |                      |                      |                      |                      |  |  |                         |                    |                    |                    |                    |                    |  |  | 이기 차남              |                        |                        |                        |                        |                        |
|                        |                        |                        |                        |                        |                        |  |  |                      |                      |                      |                      |                      |                      |  |  |                      |                      |                      |                      |                      |                      |  |  |                         |                    |                    |                    |                    |                    |  |  |                        |                        |                        |                        |                        |                        |
|                        |                        |                        |                        |                        |                        |  |  |                      |                      |                      |                      |                      |                      |  |  |                      |                      |                      |                      |                      |                      |  |  |                         |                    |                    |                    |                    |                    |  |  |                        |                        |                        |                        |                        |                        |
|                        |                        |                        |                        |                        |                        |  |  |                      |                      |                      |                      |                      |                      |  |  |                      |                      |                      |                      |                      |                      |  |  |                         |                    |                    |                    |                    |                    |  |  |                        |                        |                        |                        |                        |                        |
|                        |                        |                        |                        |                        |                        |  |  |                      |                      |                      |                      |                      |                      |  |  | 수인당 김흥인 측실   | 수인당 김흥인 측실   | 수인당 김흥인 측실   | 수인당 김흥인 측실   | 수인당 김흥인 측실   | 수인당 김흥인 측실   |  |  | 이우 차남               | 이우 차남          | 이우 차남          | 이우 차남          | 이우 차남          | 이우 차남          |  |  |                        |                        |                        |                        |                        |                        |
|                        |                        |                        |                        |                        |                        |  |  |                      |                      |                      |                      |                      |                      |  |  | 수인당 김흥인 측실   | 수인당 김흥인 측실   | 수인당 김흥인 측실   | 수인당 김흥인 측실   | 수인당 김흥인 측실   | 수인당 김흥인 측실   |  |  | 이우 차남               | 이우 차남          | 이우 차남          | 이우 차남          | 이우 차남          | 이우 차남          |  |  |                        |                        |                        |                        |                        |                        |
|                        |                        |                        |                        |                        |                        |  |  |                      |                      |                      |                      |                      |                      |  |  |                      |                      |                      |                      |                      |                      |  |  |                         |                    |                    |                    |                    |                    |  |  |                        |                        |                        |                        |                        |                        |
|                        |                        |                        |                        |                        |                        |  |  |                      |                      |                      |                      |                      |                      |  |  |                      |                      |                      |                      |                      |                      |  |  |                         |                    |                    |                    |                    |                    |  |  |                        |                        |                        |                        |                        |                        |
|                        |                        |                        |                        |                        |                        |  |  |                      |                      |                      |                      |                      |                      |  |  | 수덕당 이희춘 측실   | 수덕당 이희춘 측실   | 수덕당 이희춘 측실   | 수덕당 이희춘 측실   | 수덕당 이희춘 측실   | 수덕당 이희춘 측실   |  |  | 이해원 차녀             | 이해원 차녀        | 이해원 차녀        | 이해원 차녀        | 이해원 차녀        | 이해원 차녀        |  |  |                        |                        |                        |                        |                        |                        |
|                        |                        |                        |                        |                        |                        |  |  |                      |                      |                      |                      |                      |                      |  |  | 수덕당 이희춘 측실   | 수덕당 이희춘 측실   | 수덕당 이희춘 측실   | 수덕당 이희춘 측실   | 수덕당 이희춘 측실   | 수덕당 이희춘 측실   |  |  | 이해원 차녀             | 이해원 차녀        | 이해원 차녀        | 이해원 차녀        | 이해원 차녀        | 이해원 차녀        |  |  |                        |                        |                        |                        |                        |                        |
|                        |                        |                        |                        |                        |                        |  |  |                      |                      |                      |                      |                      |                      |  |  |                      |                      |                      |                      |                      |                      |  |  |                         |                    |                    |                    |                    |                    |  |  |                        |                        |                        |                        |                        |                        |
|                        |                        |                        |                        |                        |                        |  |  |                      |                      |                      |                      |                      |                      |  |  |                      |                      |                      |                      |                      |                      |  |  |                         |                    |                    |                    |                    |                    |  |  |                        |                        |                        |                        |                        |                        |
|                        |                        |                        |                        |                        |                        |  |  |                      |                      |                      |                      |                      |                      |  |  | 함개봉 측실          | 함개봉 측실          | 함개봉 측실          | 함개봉 측실          | 함개봉 측실          | 함개봉 측실          |  |  | 이갑 9남                | 이갑 9남           | 이갑 9남           | 이갑 9남           | 이갑 9남           | 이갑 9남           |  |  |                        |                        |                        |                        |                        |                        |
|                        |                        |                        |                        |                        |                        |  |  |                      |                      |                      |                      |                      |                      |  |  | 함개봉 측실          | 함개봉 측실          | 함개봉 측실          | 함개봉 측실          | 함개봉 측실          | 함개봉 측실          |  |  | 이갑 9남                | 이갑 9남           | 이갑 9남           | 이갑 9남           | 이갑 9남           | 이갑 9남           |  |  |                        |                        |                        |                        |                        |                        |
|                        |                        |                        |                        |                        |                        |  |  |                      |                      |                      |                      |                      |                      |  |  |                      |                      |                      |                      |                      |                      |  |  |                         |                    |                    |                    |                    |                    |  |  |                        |                        |                        |                        |                        |                        |
|                        |                        |                        |                        |                        |                        |  |  |                      |                      |                      |                      |                      |                      |  |  |                      |                      |                      |                      |                      |                      |  |  |                         |                    |                    |                    |                    |                    |  |  |                        |                        |                        |                        |                        |                        |
|                        |                        |                        |                        |                        |                        |  |  | 청주 양씨 귀인       | 청주 양씨 귀인       | 청주 양씨 귀인       | 청주 양씨 귀인       | 청주 양씨 귀인       | 청주 양씨 귀인       |  |  | 이덕혜 덕혜옹주      | 이덕혜 덕혜옹주      | 이덕혜 덕혜옹주      | 이덕혜 덕혜옹주      | 이덕혜 덕혜옹주      | 이덕혜 덕혜옹주      |  |  | 소 마사에               | 소 마사에          | 소 마사에          | 소 마사에          | 소 마사에          | 소 마사에          |  |  |                        |                        |                        |                        |                        |                        |
|                        |                        |                        |                        |                        |                        |  |  | 청주 양씨 귀인       | 청주 양씨 귀인       | 청주 양씨 귀인       | 청주 양씨 귀인       | 청주 양씨 귀인       | 청주 양씨 귀인       |  |  | 이덕혜 덕혜옹주      | 이덕혜 덕혜옹주      | 이덕혜 덕혜옹주      | 이덕혜 덕혜옹주      | 이덕혜 덕혜옹주      | 이덕혜 덕혜옹주      |  |  | 소 마사에               | 소 마사에          | 소 마사에          | 소 마사에          | 소 마사에          | 소 마사에          |  |  |                        |                        |                        |                        |                        |                        |
|                        |                        |                        |                        |                        |                        |  |  |                      |                      |                      |                      |                      |                      |  |  |                      |                      |                      |                      |                      |                      |  |  |                         |                    |                    |                    |                    |                    |  |  |                        |                        |                        |                        |                        |                        |
|                        |                        |                        |                        |                        |                        |  |  |                      |                      |                      |                      |                      |                      |  |  |                      |                      |                      |                      |                      |                      |  |  |                         |                    |                    |                    |                    |                    |  |  |                        |                        |                        |                        |                        |                        |
|                        |                        |                        |                        |                        |                        |  |  |                      |                      |                      |                      |                      |                      |  |  | 소 다케유키 백작     |                      |                      |                      |                      |                      |  |  |                         |                    |                    |                    |                    |                    |  |  |                        |                        |                        |                        |                        |                        |

- 황세손빈: 줄리아 멀록(한국식 이름: 이주아,李珠亞)(1923년 3월 18일 - 2017년 11월 26일).
  - 양녀: 이은숙(李恩淑, Eugenia Unsuk, 1959년 ~ )

## 같이 보기
| - 대한제국 황실 - 의민황태자 - 고종 - 순종 - 의친왕 - 이방자 | - 매사추세츠 공과대학교 - 줄리아 멀록 - 히로히토 - 나시모토 모리마사 - 이토 히로부미 - 덕혜옹주 - 완친왕 - 순헌황귀비 - 이우 - 이건 |